# Falgard

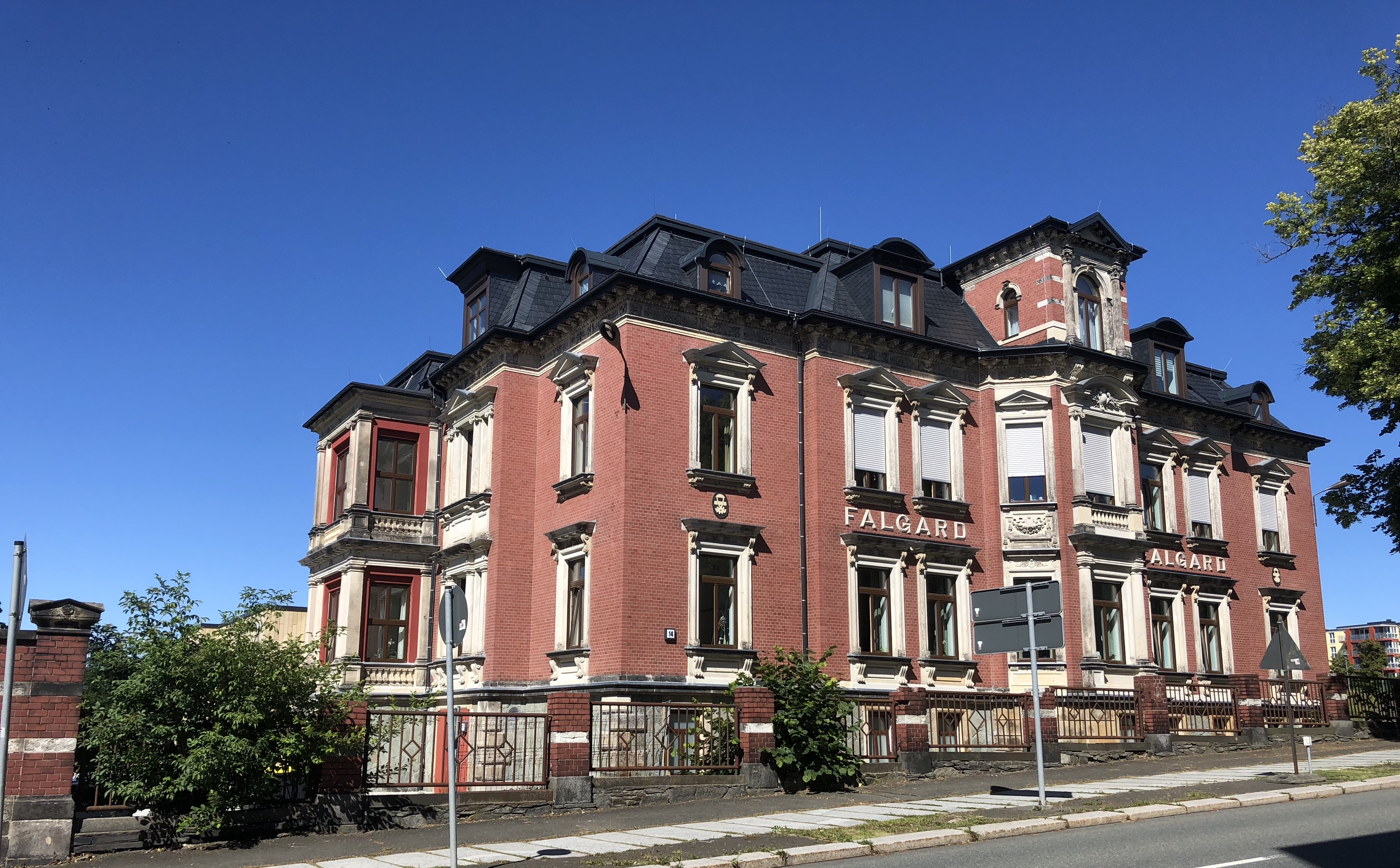
Ehemalige Villa von Georg Thorey, dem Gründer der späteren Falgard, 2018

Die Falkensteiner Gardinenweberei (Falgard) war ein deutsches Unternehmen in Falkenstein im Vogtland, das von 1883 bis 1995 unter wechselnden Firmen und in verschiedenen Rechtsformen den Kern der in der Stadt ansässigen Textilindustrie ausmachte. Die Eigentümer-Familie Thorey siedelte 1948 mitsamt dem Mantel der AG in den Westen über und kamen 1994 nach Gera zurück, wo bis heute die Thorey Gera Textilveredelung ansässig ist.

## Firmen / Rechtsformen
- gegründet 1883 von Georg Thorey
- ab 1888 Falkensteiner Gardinenweberei und Bleicherei AG vorm. G. Thorey
- Östlicher Zweig
  - ab 1946 VEB Falkensteiner Gardinen- und Spitzenwebereien, gen. „Falgard“, in Falkenstein
  - ab 1970 Kombinat „Plauener Gardine“ in Plauen
  - 1992 Privatisierung des Kombinats und Übernahme durch das Unternehmen Hans Wiebe und Textilgruppe Hof, 1995 insolvent
- Westlicher Zweig
  - ab 1948 Fortführung der AG in Neuss, ab 1953 in Mering
  - 1975 Umwandlung zur Thorey Textilveredelungsgesellschaft mbH & Co. KG
  - ab 1994 Thorey Gera Textilveredelung GmbH

## Geschichte

### Textilherstellung in Falkenstein seit dem 14. Jahrhundert
Eine frühindustrielle Entwicklung begann im Vogtland im 14. Jahrhundert vor allem mit dem Textilhandwerk und dem Bergbau nach Kupfer, Eisen und Zinn. In Falkenstein blieb der Bergbau jedoch im Vergleich zur Textilherstellung ein eher unbedeutender Wirtschaftszweig. Die Weberei war in Falkenstein traditionell stark als produzierendes Gewerbe vertreten, sie ist dem alten, bäuerlichen Nebengewerbe der Leinenweberei entsprungen. Um 1608 führte man in Falkenstein den Handwebstuhl ein, ab Mitte des 17. Jahrhunderts stieg die Stadt dann zu einem führenden Textilstandort auf, es wurde Wolle und Leinen und später Baumwolle verwebt, das Erzeugnis wurde „Musselin“ genannt. 1721 wurde in Falkenstein die Weberinnung gegründet, in diese Zeit fällt auch die erste Teilnahme von Falkensteiner Webern an der Leipziger Messe. 1836 kamen die ersten Jacquardwebstühle nach Falkenstein, nur wenig später kamen die ersten mechanischen Webstühle (Webmaschinen) ins Vogtland. Ab etwa 1848 wurde im gesamten Vogtland die Bergmannsarbeit vom Textilhandwerk als wichtigstem Gewerbezweig abgelöst. 1870 wurde gegen den Widerstand der Unternehmer in Falkenstein eine Konsumgenossenschaft gegründet, die als Keimzelle der örtlichen Arbeiterbewegung gilt.

### Thorey und Falkensteiner AG von 1883 bis zum Zweiten Weltkrieg

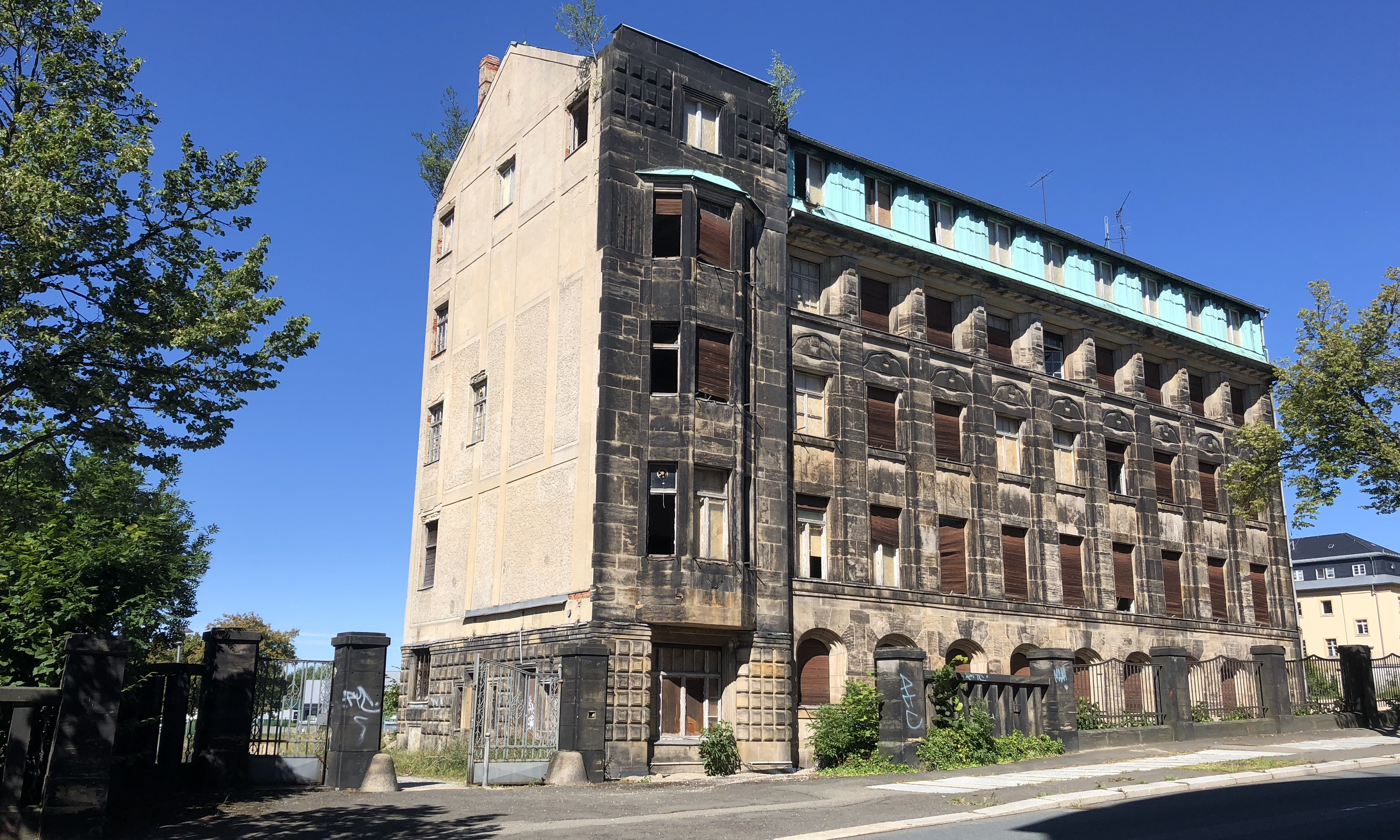
Ehemaliges Verwaltungsgebäude „Haus 11“ der Falkensteiner Gardinenweberei und Bleicherei AG an der Bahnhofstraße, 2018

1883 gründete der Kaufmann Georg Thorey die Fabrik an der Bahnhofstraße. Die Arbeitszeit betrug täglich 12 bis 15 Stunden bei einer Sieben-Tage-Woche. Webstühle bezog man anfangs aus England, verarbeitet wurden die ebenfalls in der Stadt produzierten Zwirngarne. 1885 wurde dem Werk eine eigene Bleicherei und Veredelungsanstalt angegliedert. Am 26. Februar 1889 wurde das Unternehmen in die Falkensteiner Gardinenweberei und Bleicherei AG vorm. G. Thorey umgewandelt. 1890 setzte bei den Arbeitern des Unternehmens eine breite politische Tätigkeit ein, sie gründeten einen sozialdemokratischen Arbeiterverein und es fanden Vorbereitungen zur Zweiten Internationale statt. Die tägliche Arbeitszeit wurde auf 12 bis 14 Stunden verkürzt. 1892 übernahmen die Söhne Emil und Fritz Thorey das Unternehmen. 1898 schlossen sich viele Arbeiter der neuen Gewerkschaft an, dem Deutschen Textilarbeiterverband. 1907 erzwangen die gewerkschaftlich organisierten Arbeiter durch einen Streik große Zugeständnisse von der Unternehmensleitung. Die Zahl der Beschäftigten lag bei 700. 1908 und 1909 wurde die Fabrik durch zusätzliche Gebäude an der Bahnhofstraße stark erweitert. 1910 erreichten die Arbeiter durch einen gewerkschaftlichen Streik die Einführung des Zehn-Stunden-Tags.

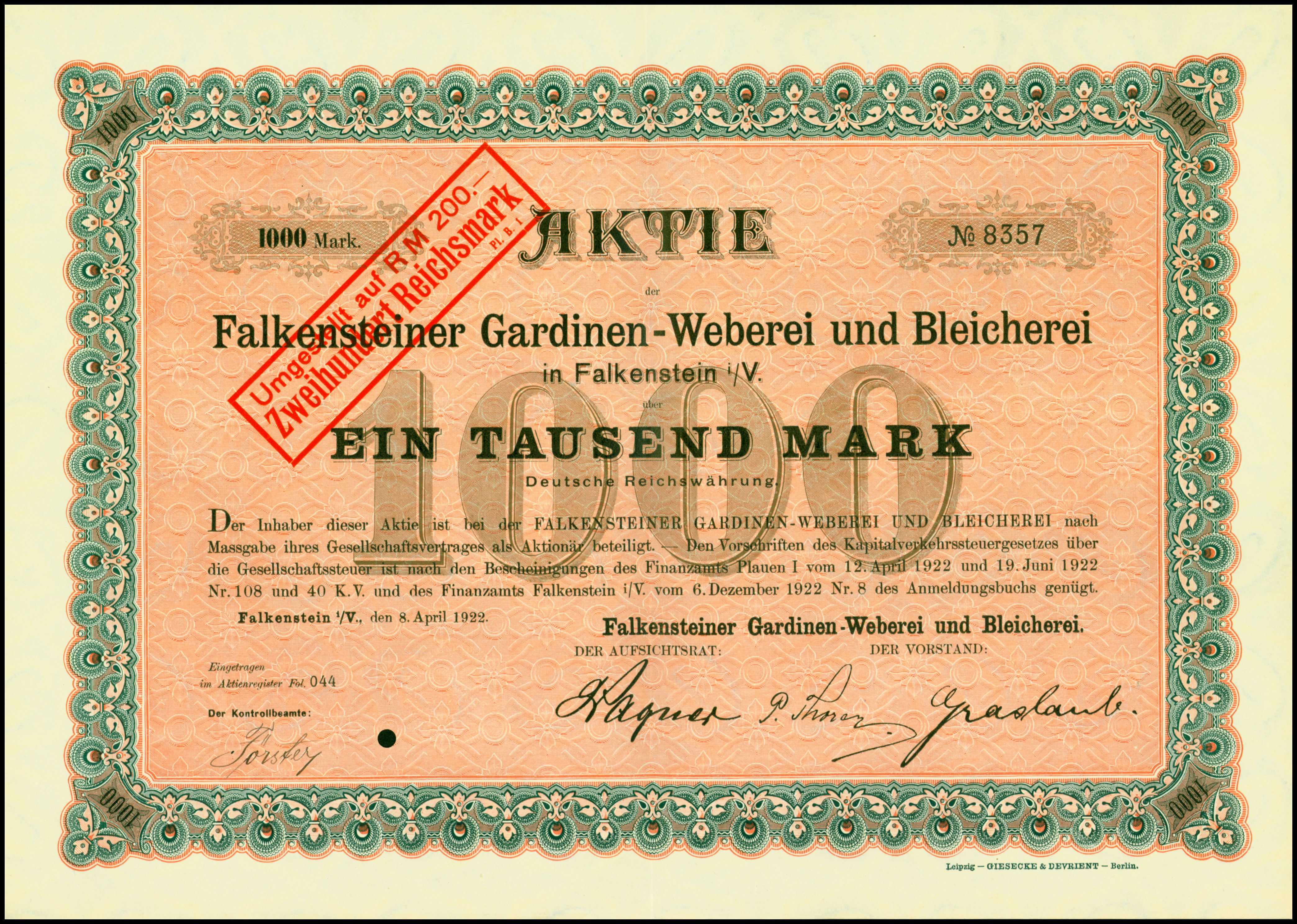
Aktie über 1000 Mark der Falkensteiner Gardinen-Weberei und Bleicherei AG vom 22. April 1922

Im Ersten Weltkrieg litt die Produktion stark durch die Beschlagnahme von Rohstoffen für Kriegszwecke. Die Produktion für den zivilen Bedarf wurde eingestellt, für Baumwolle galt ein Webverbot und die Arbeitszeit wurde auf fünf Tage in der Woche gekürzt. Teilweise erfolgte eine Betriebsumstellung auf die Rüstungsproduktion (Metallverarbeitung).
Zur Zeit der Weimarer Republik fand 1920 dann die erste Betriebsratswahl im Unternehmen statt. Erste Folge aus der Arbeit des Betriebsrats war, dass alle Arbeiter, die fünf und mehr Jahre dem Betrieb angehörten, fünf Tage Urlaub im Jahr erhielten. 1922 litt der Betrieb wie nahezu alle deutsche Unternehmen unter der Hyperinflation und wurde wiederholt bestreikt. 1923 gab es die erste große Entlassungswelle, die Beschäftigtenzahl sank auf 400, jedoch ergab sich bereits ein Jahr später eine starke wirtschaftliche Erholung und 1925 waren nach einem Aufschwung wieder über 900 Beschäftigte im Betrieb tätig. 1926 sank die Beschäftigtenzahl wieder auf 750. 1927 fand die 50-Jahr-Feier statt, und das Unternehmen zählte 75 Gardinenwebmaschinen, 162 mechanische Webstühle und ein Kraftwerk („Kraftzentrale“). Das Hauptarbeitsgebiet erstreckte sich auf die Herstellung der Erzeugnisse des englischen Tüllgardinenstuhls, insbesondere Tüllgardinen, Stores, baumwollene Spitzenstoffe, Decken und Kanten. In der Baumwollweberei waren dies Linon (ein Baumwollstoff, der Leinen imitiert), Renforcé (eine v. a. für Bettwäsche verwendete Baumwollwebart) und Fensterköper.
Die „Machtergreifung“ der Nationalsozialisten 1933 und der später folgende Zweite Weltkrieg brachten Rohstoffknappheit und die Ausrichtung auf Rüstungsbelange. 1943 beteiligte sich das Unternehmen an der Baumwollspinnerei Lengenfeld und der H. G. Eckstein GmbH in Falkenstein.

### Aufspaltung nach 1945
In der Nachkriegszeit wurde das Unternehmen 1948 von der Eigentümerfamilie Thorey formal nach Neuss verlegt. 1950 wurde die Thorey Textil-Veredelungs-Gesellschaft in Augsburg gegründet und in Mering bei Augsburg ein neuer Betrieb mit Appretur, Druckerei und Färberei aufgebaut. 1953 zog der Sitz der Falgard von Neuss nach Mering um, die Firma lautete nun Falkensteiner Gardinen-Weberei Mering. 1975 wurde die AG in eine GmbH umgewandelt und firmierte unter Thorey Textilveredelungsgesellschaft mbH & Co. KG.

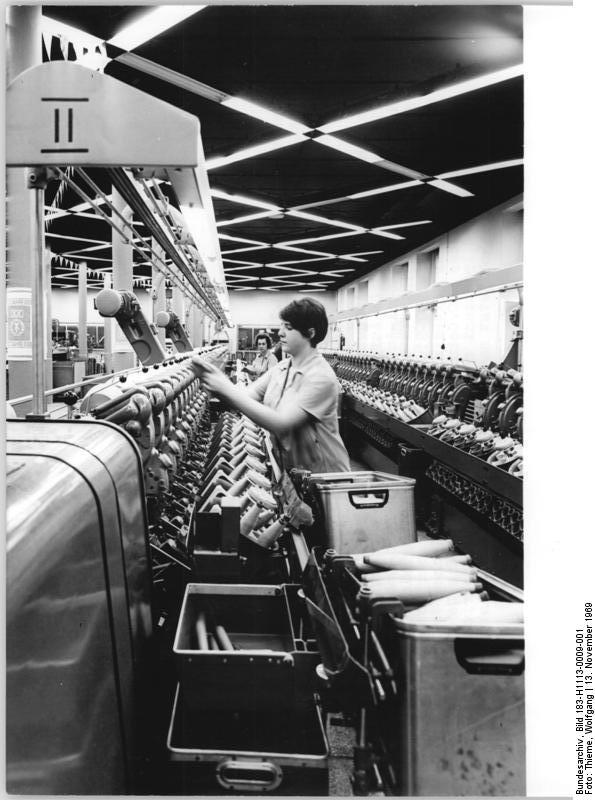
VEB Falgard Falkenstein, 1969

Die älteren Betriebsstätten in Falkenstein, ab 1945 in der Sowjetischen Besatzungszone bzw. ab 1949 in der DDR gelegen, wurden enteignet und ab 1946 als VEB Falkensteiner Gardinen- und Spitzenwebereien (Falgard) fortgeführt. Aus dem Betrieb mit zersplitterter Warenhausproduktion entwickelte sich in Falkenstein ein hochspezialisierter, sozialistischer Großbetrieb, in dem weitere ortsansässige Textilunternehmen aufgingen. Im Zuge dieser Ausweitung wurden Gebäude anderer Unternehmen außerhalb des Orts übernommen, so 1959 die Betriebsstätte der Textilweberei Schädlich in Grünbach. 1970 wurden die Unternehmen Plauener Gardine, der VEB Falgard und die Gardeko Zwickau zum Kombinat Plauener Gardine mit Hauptsitz in Plauen vereinigt. Das Kombinat war ein Mischbetrieb mit zehn Werken, zu denen neben Webereien, Bleichereien und Färbereien auch eine Druckerei gehörte, und die selbst wiederum Stammbetrieb in der Plauener VVB Deko (ab 1979: VEB Kombinat DEKO) war. In diesem Kombinat, das dem Ministerium für Leichtindustrie unterstand, war nun die gesamte Produktion von Gardinen und Spitzen, Deko- und Möbelstoffen, Plüschen, textilen Fußbodenbelägen, Bändern und Posamenten in der DDR zusammengefasst.
1975 wurde unter anderem für die Versorgung von Falgard mit Brauchwasser die Talsperre Falkenstein gebaut.

### Nachwendezeit

#### ZweigPlauener Gardine
Nach der Wende von 1989 ging der Absatz aufgrund der geänderten Bedingungen stark zurück. Etliche Betriebsstätten wurden stillgelegt, so auch die ehemaligen Textilweberei Schädlich. 1992 erfolgte die Privatisierung der Plauener Gardine und die Übernahme des ehemaligen Kombinats durch das Unternehmen Hans Wiebe und die Textilgruppe Hof. 1994 erfolgte das Insolvenzverfahren, und das Unternehmen ging 1995 in Insolvenz. Zwischen 1995 und 1999 brach man in Falkenstein die Betriebsgebäude ab.
1999 erwarb die Stadt Falkenstein die Industriebrache der früheren Falgard aus der Konkursmasse der Plauener Gardine und begann deren Erschließung als neues Gewerbegebiet auf etwa zehn Hektar Gesamtfläche. Das neue Gewerbegebiet „Falgard“ wurde 2001 offiziell übergeben. Im Juni 2002 konnte mit dem Umzug des Unternehmens DuoDental Zahntechnik GbR der erste neue Betrieb im Gewerbegebiet begrüßt werden. Mit Embro aus Auerbach erwarb 2021 auch ein Textilunternehmen dort wieder einige Flächen.

#### ZweigThorey
1994 meldete Volker Thorey, Nachfahre des Unternehmensgründers Georg Thorey, die von seinem Vater in Mering 1950 gegründete Thorey Textilveredelungsgesellschaft ab und errichtete in Gera die Thorey Gera Textilveredelung GmbH. Diese war bis 1999 vorwiegend im Bereich Heimtextilien in der Gardinenstores-Lohnveredelung tätig und weitete ab 2000 die Produktionspalette auf weitere Segmente des Bereichs Technische Textilien aus. Im September 2004 beschäftigte sie 69 Mitarbeiter. In Mering erinnert noch die Verkaufsstelle Thorey Gardinen an die ehemalige süddeutsche Niederlassung des Unternehmens.

## Beschäftigtenzahlen
- 1907: 700
- 1914: 800
- 1923: 400
- 1925: 900
- 1926: 750
- 1975: ca. 2000 (VEB Falgard, geschätzt)
- 1994: 69 (Thorey Gera)
- 2011: 75 (Gera)

## Ausstellung
Vom 8. März 2008 bis zum 25. Mai 2008 zeigte das Heimatmuseum Falkenstein eine Ausstellung zum Thema 100 Jahre Falkensteiner Gardinen in alle Welt.